# Leichtathletik-Weltmeisterschaften 2023/Teilnehmer (Gambia)
| Gelbes Symbol für Goldmedaillen mit stilisierten Olympischen Ringen | Graues Symbol für Silbermedaillen mit stilisierten Olympischen Ringen | Braundes Symbol für Bronzemedaillen mit stilisierten Olympischen Ringen |
| ------------------------------------------------------------------- | --------------------------------------------------------------------- | ----------------------------------------------------------------------- |
| —                                                                   | —                                                                     | —                                                                       |

Der Leichtathletikverband von Gambia nahm an den Leichtathletik-Weltmeisterschaften 2023 in Budapest teil. Zwei Athleten wurden vom gambischen Verband nominiert.

## Ergebnisse

### Männer

#### Laufdisziplinen
| Athlet        | Disziplin | Qualifikation | Qualifikation | Vorlauf | Vorlauf | Halbfinale | Halbfinale | Finale | Finale |
| Athlet        | Disziplin | Zeit          | Platz         | Zeit    | Platz   | Zeit       | Platz      | Zeit   | Platz  |
| ------------- | --------- | ------------- | ------------- | ------- | ------- | ---------- | ---------- | ------ | ------ |
| Ebrima Camara | 100 m     | 10,32 s       | 1             | 10,20 s | 5       | DNQ        | DNQ        | –      | –      |

### Frauen

#### Laufdisziplinen
| Athletin  | Disziplin | Vorlauf | Vorlauf | Halbfinale | Halbfinale | Finale | Finale |
| Athletin  | Disziplin | Zeit    | Platz   | Zeit       | Platz      | Zeit   | Platz  |
| --------- | --------- | ------- | ------- | ---------- | ---------- | ------ | ------ |
| Gina Bass | 100 m     | 11,10 s | 3       | 11,19 s    | 6          | DNQ    | DNQ    |
| Gina Bass | 200 m     | 23,02 s | 24      | 23,10 s    | 21         | DNQ    | DNQ    |